# Thymoites illudens
Thymoites illudens är en spindelart som först beskrevs av Willis J. Gertsch och Stanley B. Mulaik 1936.  Thymoites illudens ingår i släktet Thymoites och familjen klotspindlar. Inga underarter finns listade i Catalogue of Life.